# Ernst Christian Friedrich Schering
Ernst Christian Friedrich Schering (31 tháng 5 năm 1824 - 27 tháng 12 năm 1889) là một nhà nghiên cứu dược phẩm và nhà công nghiệp người Đức, người đã thành lập Tổng công ty Schering. Công ty chia thành Schering AG và Schering-Plough sau khi tài sản của Mỹ bị tịch thu trong thế chiến II.